# Army Men II
Army Men II è il secondo videogioco della serie Army Men, pubblicato il 28 febbraio del 1999 per windows, è il seguito di Army Men.

## Trama
La trama comincia proprio dove finisce l'episodio precedente. Sarge e i suoi commilitoni Verdi si trovano ad attraversare il Portale, mentre a ruota li seguono le forze dei Marroni assieme al loro dittatore dispotico. Il primo obiettivo del gruppo è quello di trovare un'uscita dal Mondo Reale per tornare al loro universo, e ci riescono, non senza problemi però, dato che oltre alle forze avversarie vi sono anche enormi blatte a mettersi davanti al loro cammino. Fatto rapporto al QG, Sarge viene mandato prima a proteggere un treno Verde ad una stazione della regione in cui si trova, e poi a salvare una spia Blu capace di dare molte informazioni sul nemico.
Una volta tornato alla base, i suoi superiori lo fanno paracadutare assieme alla sua squadra nella giungla alla ricerca del Colonnello scomparso in una missione top secret. Alla fine riesce a trovarlo in un tempio antico del luogo, ma scopre presto che in realtà egli è impazzito ed ha fondato quello che lui chiama il Culto (the Cult), un'associazione di pazzi fanatici, comprendente uomini di tutte e quattro le fazioni (Verdi, Marroni, Grigi e Blu), capaci di farsi esplodere con un petardo legato dietro la schiena, che hanno come unico obiettivo quello di distruggere tutti i soldatini per porre fine definitivamente alla guerra. Il Colonnello attraversa un altro Portale nel tempio, e seguito da Sarge viene ucciso poco dopo in un giardino del Mondo Reale.
Ritornato nel Mondo di Plastica il sergente viene mandato ad uccidere il Dr. Madd, un Grigio che tramite la sua fabbrica di fusione, ha creato dei soldatini-zombie, prendendo pezzi dai cadaveri dei campi di battaglia. Sarge riesce a fermare il suo esperimento, ma non a catturarlo. Trovato un altro Portale assieme alle sue truppe poi, abbatte il Maggiore Mylar, a capo delle forze Marroni nella spedizione della Repubblica nell'universo parallelo. Il gioco si conclude con il Dittatore che inveisce contro Sarge, senza rassegnarsi alla sconfitta, e con il Dr. Madd che recupera i pezzi del Maggiore Mylar per farvi esperimenti segreti.

## Modalità di gioco
La meccanica di gioco è molto simile a quella del precedente Army Men. Cambiano però le ambientazioni delle missioni, che alternano il "Mondo di Plastica" fatto di paesaggi in scala con i soldatini al "Mondo Reale" dove i soldatini si trovano in ambienti casalinghi in scala umana, tra giocattoli e oggetti da cucina che per loro sono giganti. I controlli su PC si semplificano, permettendo di cliccare direttamente con il mouse sul terreno per muovere il sergente o lanciare un'arma a distanza in un punto.
Il sistema a 3 slot è rimpiazzato da uno a 6, dove inserire anche le chiamate per bombardamenti e perlustrazioni aeree. Le armi sono le stesse con nuove aggiunte come il fucile di precisione e le espansioni per l'arma fissa base (mitra e fucile vulcan). È stata aggiunta la lente di ingrandimento, capace di bruciare i nemici, come arma speciale in alcune missioni. Oltre i veicoli terrestri ora c'è anche il motoscafo con mitragliatrice incorporata. I soldatini che si riescono a salvare fino alla fine della partita, possono essere usati anche nel livello successivo, permettendo al giocatore, se è bravo a mantenerli in vita, di creare una piccola armata di scorta.